# Craven Arms
Craven Arms is een civil parish in het bestuurlijke gebied Shropshire, in het Engelse graafschap Shropshire met 2595 inwoners.